# She & Him
She & Him sono un duo musicale formato dal cantante e chitarrista statunitense M. Ward e dalla cantante e attrice statunitense Zooey Deschanel. Il loro primo album, Volume One è stato pubblicato il 18 marzo 2008.

## Storia
Deschanel e Ward si sono incontrati per la prima volta nel 2006 sul set del film American Sunshine, per lavorare alla cover di un brano di Richard e Linda Thompson che il regista Martin Hynes chiese ai due di cantare per i titoli di coda del film. M. Ward aveva già avuto modo di sentire cantare Zooey nel film Elf, ma rimase sorpreso nell'apprendere che lei stessa scriveva canzoni da molto tempo.
Zooey decise di spedire alcuni dei suoi testi a Ward il quale la contattò poco tempo dopo proponendo una collaborazione musicale dalla quale nacque poi questo duo. Per i primi tempi i due musicisti si scambiano i lavori via e-mail, essendo l'uno residente in Oregon e l'altra in California. Nel dicembre 2006 e poi nel periodo febbraio-marzo 2007 registrano il primo album negli studi di Mike Coykendall e Adam Selzer. Deschanel è autrice dei brani di Volume One (a eccezione di due cover inserite nel disco) e viene pubblicato nel marzo 2008. Vengono realizzate due versioni del videoclip del brano Why Do You Let Me Stay Here?, una semi-animata (2008) e una per promuovere il film (500) giorni insieme.
Nel marzo 2010 viene pubblicato Volume Two, il secondo album in studio del duo, a cui partecipa anche il gruppo indie pop Tilly and the Wall e il musicista Mike Mogis. L'album ha raggiunto la sesta posizione della Billboard 200, la classifica di vendita statunitense. Nella primavera del 2010 intraprendono un tour che include alcune tappe in importanti festival musicali: South by Southwest e Coachella su tutti. Si esibiscono anche in Europa (All Tomorrow's Parties nel Regno Unito, poi Spagna, Paesi Bassi, Norvegia, Germania, Francia, Svezia e Danimarca). Nel settembre 2011 viene annunciato l'album A Very She & Him Christmas, che viene pubblicato il mese seguente. L'album, dedicato al Natale, è edito dalla Merge Records, come gli altri lavori.
Nel maggio 2013 esce invece Volume 3. L'album include undici canzoni scritte da Zooey e tre cover. Nel mese di marzo era stato anticipato dal singolo Never Wanted Your Love. L'album si è posizionato alla posizione n. 15 della Billboard 200.

## Formazione

### Gruppo
- Zooey Deschanel – voce, tamburello, pianoforte, ukulele
- M. Ward – chitarra, cori

### Turnisti
- Rachel Blumberg - batteria
- Mike Mogis - chitarra, mandolino
- Mike Coykendall - basso, chitarra

## Discografia

### Album studio
- 2008 – Volume One
- 2010 – Volume Two
- 2011 – A Very She & Him Christmas
- 2013 – Volume 3
- 2014 – Classics
- 2016 – Christmas Party
- 2022 - Melt Away: A Tribute to Brian Wilson

### EP
- 2013 – The Capitol Studios Session
- 2021 – Holiday

### Singoli
- 2008 – Why Do You Let Me Stay Here?
- 2009 – Have Yourself A Merry Little Christmas
- 2010 – In the Sun
- 2010 – Thieves
- 2011 – Don't Look Back
- 2012 – Baby, It's Cold Outside
- 2013 – Never Wanted Your Love
- 2013 – I Could've Been Your Girl
- 2014 – Stay Awhile
- 2014 – Time After Time
- 2014 – Oh No, Not My Baby
- 2014 – Stars Fell On Alabama
- 2014 – God Only Knows
- 2016 – Winter Wonderland
- 2016 – Christmas Memories
- 2018 – She Gives Her Love to Me
- 2018 – He Gives His Love to Me
- 2022 – Darlin'
- 2022 – Wouldn't It Be Nice
- 2022 – 'Til I Die
- 2022 – Don't Worry Baby
- 2022 – Back to School